# Coinbase
Coinbase est un portefeuille de devises numériques en ligne et une plate-forme d'échange de cryptomonnaies permettant d'acheter, de vendre et de stocker des Bitcoin (BTC), des Ethereum (ETH), des Ethereum classic (ETC), des Litecoin (LTC), des Bitcoin Cash (BCH) et de nombreuses autres cryptomonnaies.
Le siège de la société est situé à San Francisco, en Californie.

## Histoire
Fondée le 20 juin 2012 par Brian Armstrong et Fred Ehrsam, Coinbase lance en octobre de la même année ses premiers services d’achat et de vente de bitcoin sur Internet par virement bancaire.
En 2014, le site enregistre un million d’utilisateurs inscrits.
Le 29 mars 2016, Coinbase se voit classée en deuxième position au classement Richtopia des 100 organisations les plus influentes de la Blockchain.
Le 22 mars 2017, l'autorité de régulation des services financiers de New York (DFS) accorde à Coinbase une licence, lui permettant d’élargir ses services en intégrant deux nouvelles devises virtuelles, l’Ethereum et le Litecoin.
En décembre 2017, la plateforme ajoute une nouvelle devise, le Bitcoin Cash (BCH).
En octobre 2018, la plateforme ajoute une nouvelle devise, le Ox (ZRX).
En août 2018, Coinbase revendique plus de 20 000 000 utilisateurs dans 190 pays.
En avril 2019, Coinbase lance une carte de paiement, donnant la possibilité aux utilisateurs de la plateforme de réaliser des achats avec leurs cryptomonnaies dans les magasins ou de réaliser des retraits via les distributeurs automatiques. Uniquement réservé au Royaume-Uni à ses débuts, la Coinbase Card est ensuite déployée à 6 autres pays européens (Allemagne, Espagne, France, Irlande, Italie et Pays-Bas), au cours du premier semestre 2019[réf. nécessaire].
En février 2021, Coinbase transmet son formulaire S-1 à la Securities and Exchange Commission (SEC), officialisant sa volonté de s'introduire en bourse et d'être cotée au NASDAQ. L'entreprise est alors déjà évaluée à plus de 100 milliards de dollars.
En mars 2021, Coinbase est reconnu coupable par la Commodity Futures Trading Commission de « wash trading », une manipulation servant à gonfler artificiellement les volumes de transaction afin de tromper les investisseurs. La société est condamnée à verser une amende de 6,5 millions de dollars.
Le 14 avril 2021, Coinbase fait son introduction (IPO) sur le Nasdaq avec un prix initial prévu de 250 $ par action et une valorisation à 65 milliards de dollars. Le prix d'ouverture lors du démarrage des transactions sur le Nasdaq à 13h25 a été de 381 $.
Coinbase obtient une valorisation record de 86 milliards de dollars pour son premier jour à Wall Street.
En juin 2022, dans un contexte de fragilisation du marché des cryptomonnaies, Coinbase annonce la suppression de 1 100 postes, soit 18 % de ses effectifs, après avoir enregistré une perte nette de 430 millions de dollars au premier trimestre 2022.
Le 10 janvier 2023 Coinbase annonce un nouveau plan social avec la suppression de 950 emplois. Puis, en juin 2023, la plateforme est accusée par la Securities and Exchange Commission (SEC) de ne pas avoir enregistré ses services auprès d'elle, fragilisant à nouveau ses caisses et le cours de son action.
Prévu pour le 9 août 2023, Coinbase a annoncé le lancement de son réseau layer 2 nommé « Base ». Ce réseau, initialement ouvert aux développeurs le 13 juillet de la même année, vise à offrir une alternative au réseau Ethereum, en permettant des transactions plus rapides et à moindre coût. Le réseau Base intégrera également le Coinbase Wallet et l'application Coinbase, renforçant ainsi son accessibilité.
En octobre 2023, un tribunal russe a condamné Coinbase, à une amende d'un million de roubles (environ 11 000 $) pour non-conformité à une nouvelle réglementation russe. Cette réglementation exige que les entreprises internationales stockent les données personnelles des citoyens russes sur des serveurs situés en Russie. Cette mesure s'inscrit dans le cadre des efforts du gouvernement russe pour renforcer la souveraineté numérique et le contrôle sur les données numériques de ses citoyens.
En 2025 la société est victime d'une cyberattaque par compromission interne. Les hackers ont mis la main sur les coordonnées des clients de la plateforme ainsi que sur des données liées au fonctionnement de la plateforme. Les hackers réclament 20 millions de dollars pour ne pas rendre publique la base de données. Coinbase estime le coût de la cyberattaque à 400 millions de dollars.

## Condamnations
En janvier 2023, Coinbase a été condamnée à 100 millions de dollars pour blanchiment d'argent par le département des services financiers de l'État de New York. La condamnation se divise en deux parties : 50 millions de condamnation pécuniaire et 50 millions d'obligation d'investissements à dépenser pour une meilleure observance de la conformité aux lois américaines.